# Дени Терио
Дени Терио (на френски: Denis Thériault) е канадски драматург, сценарист и писател на произведения в жанра социална драма и литература за юноши.

## Биография и творчество
Дени Терио е роден на 24 август 1959 г. в Сет Ил, Квебек, Канада. Завършва психология през 1981 г. в университета в Отава.
Автор е на няколко пиеси, включително „Пророчеството“ (1980), „Камбаните“ (1989) и „Лес Мордус“ (1990). Печели на два пъти конкурса за сценарии на телевизия „Квебек“ с Aïrenem (1983) и Victor the Vampire (1984), след което започва кариера като сценарист. Участва в сценариите за различни телевизионни сериали, включително Deschênes (1987 – 88), Macaroni tout garni (2001 до 2005), Kaboum (2006 до 2010), Les argonautes (2011 до 2013) и за филма Frisson des collines (2011).
Първият му роман „Игуаната“ е издаден през 2001 г. В историята едно момче е самотно и отчаяно, след като загива при инцидент с моторна шейна, а майка му е в кома. Той се сприятелява със съученика си Люк Безо, който тормозен от жестокия си и алкохолизиран баща, а майка му е отдавна изчезнала. Люк се допитва до препарирана игуана, която крие в пещера, разположена на плажа в Зуавския залив, а тя му предава загадъчни послания чрез сънища. Двете деца намират убежище от домашната среда в магическо подводно царство, обитавано от фантастични същества, което ив дава нови причини за живот и приключения. Романът печели наградите „Франция-Квебек“, „Ан Ебер“, „Одисей“, „Ерве Фулон“ и наградата на Радио Канада.
През 2005 г. е издаден романът му „Странните преживелици на един пощальон“. Самотният 27-годишен пощальон Билодо живее със златната си рибка Бил в апартамент, облепен с киноафиши. Единственото му удоволствие е да попадне на лично писмо, което тайно отваря. Но едно такова писмо променя живота му и той попада в игра на любов, поезия и смърт. Романът печели Канадско-японска литературна награда.
Следват романите му „Момичето, което не съществуваше“, „Годеницата на пощальона“, „Маникюр“ и „Самураят с червения карамфил“.
Дени Терио живее в Монреал, Канада.

## Произведения

### Самостоятелни романи
- L'Iguane (2001) – награди „Франция-Квебек“, „Ан Ебер“, „Одисей“[1][2]
Игуаната, изд.: ИК „Лист“, София (2021), прев. Калоян Праматаров
- Le Facteur émotif (2005)
Странните преживелици на един пощальон, изд.: ИК „Лист“, София (2019), прев. Калоян Праматаров
- La fille qui n’existait pas (2012)
- La Fiancée du facteur (2016)
- Manucure (2019)
- Le samourai à l'oeillet rouge (2022)

### Пиеси
- La prophétie (1980)
- Les cloches (1989)
- Les Mordus (1990)

### Екранизации
- 1987 La maison Deschênes – тв сериал, 398 епизода
- 1998 Macaroni tout garni – тв сериал
- 2007 Kaboum – тв сериал